# Grootste-gemiddeldenmethode
De grootste-gemiddeldenmethode, of kiesdelermethode, is een familie van rekenmethodes die kiezers gelijkmatig verdeelt over zetels. Dit zorgt voor een evenredige toewijzing van zetels aan politieke partijen of kiesdistricten. Dit gebeurt door een vaste kiesdeler te hanteren bij de verdeling of te werken met een delerreeks.
De twee namen voor deze methoden, grootste-gemiddeldenmethode en kiesdelermethode, weerspiegelen twee verschillende manieren van denken en zijn twee onafhankelijke uitvindingen. Beide procedures zijn echter gelijk aan elkaar en geven dezelfde uitkomsten. De kiesdelermethode deelt het aantal stemmen door het aantal stemmen dat nodig is om een zetel te winnen (de kiesdeler). Bij de grootste-gemiddeldenmethode wordt er gebruik gemaakt van een delerreeks waarmee de stemmen worden gedeeld. Zetels worden vervolgens toegekend op volgorde van het hoogste gemiddelde.

## Meest gebruikte methoden
De D'Hondt-methode (delerreeks van gehele getallen) en de Sainte-Laguë-methode (delerreeks van oneven getallen) zijn de meest gebruikte methodes waarbij de laatste de meest evenredige uitkomsten oplevert.
|                               | Jefferson/D'Hondt-methode                               | Webster/Sainte-Laguë-methode                       |
| ----------------------------- | ------------------------------------------------------- | -------------------------------------------------- |
| Amerikaanse uitvinder         | Thomas Jefferson in 1792                                | Daniel Webster in 1832                             |
| Europese uitvinder            | Victor D'Hondt in 1878                                  | André Sainte-Laguë in 1910                         |
| Momenteel o.a. gebruikt in... | Nederland en België                                     | Noorwegen, Zweden en Duitsland                     |
| Kiesdelermethode              | Afronding naar beneden (entierfunctie: op volle zetels) | Standaardafronding (dichtstbijzijnde gehele getal) |
| Delerreeksmethode             | Gehele getallen: 1, 2, 3, 4, enzovoort                  | Oneven getallen: 1, 3, 5, 7, enzovoort             |
| Zetel-stemverhouding          | Evenredig                                               | Zeer evenredig                                     |

## Kiesdelervariant
Dit rekenvoorbeeld is afkomstig van de uitslag van de deelstaatverkiezingen van 2024 in Saksen. Er zijn 2.142.517 stemmen uitgebracht op 6 partijen om 119 zetels te verdelen. De exacte kiesdeler, oftewel het hare-quotum, komt hierbij op 18004,34 stemmen per zetel. Bij de daadwerkelijke verkiezing werd de Sainte-Laguë-methode gebruikt.
Het verschil in uitslagen is met name te verklaren vanuit de verschillen in afronding. D'Hondt rondt bijvoorbeeld de 6,86 zetels van Die Grünen af naar beneden, terwijl Sainte Laguë de 6,64 van Die Grünen regulier afrondt naar 7. Hierdoor krijgen de twee grootste partijen A en B onder D'Hondt een extra zetel toebedeeld ten koste van de kleinere partijen D en E onder Sainte Laguë.
| Zetels    | 119       | D'Hondt                         | D'Hondt                         | D'Hondt                         | D'Hondt                         | Sainte Laguë | Sainte Laguë | Sainte Laguë | Sainte Laguë |
| Afronding | Afronding | Naar beneden \| Op volle zetels | Naar beneden \| Op volle zetels | Naar beneden \| Op volle zetels | Naar beneden \| Op volle zetels | Regulier     | Regulier     | Regulier     | Regulier     |
| --------- | --------- | ------------------------------- | ------------------------------- | ------------------------------- | ------------------------------- | ------------ | ------------ | ------------ | ------------ |
| CDU       | 749.216   | 41,61 ▼                         | 41                              | 42,86 ▼                         | 42                              | 41,61 ▲      | 42           | 41,50 ▼      | 41           |
| AfD       | 719.274   | 39,95 ▼                         | 39                              | 41,15 ▼                         | 41                              | 39,95 ▲      | 40           | 39,84 ▲      | 40           |
| BSW       | 277.173   | 15,40 ▼                         | 15                              | 15,86 ▼                         | 15                              | 15,40 ▼      | 15           | 15,35 ▼      | 15           |
| SPD       | 172.002   | 9,55 ▼                          | 9                               | 9,84 ▼                          | 9                               | 9,55 ▲       | 10           | 9,53 ▲       | 10           |
| Grüne     | 119.964   | 6,66 ▼                          | 6                               | 6,86 ▼                          | 6                               | 6,66 ▲       | 7            | 6,64 ▲       | 7            |
| Linke     | 104.888   | 5,83 ▼                          | 5                               | 6,00 ▼                          | 6                               | 5,83 ▲       | 6            | 5,81 ▲       | 6            |
| Totaal    | 2.142.517 | 115                             | 115                             | 119                             | 119                             | 120          | 120          | 119          | 119          |
| Kiesdeler | 18004,34  | 18004 ▼                         | 18004 ▼                         | 17481                           | 17481                           | 18004 ▼      | 18004 ▼      | 18054        | 18054        |

### D'Hondt-methode
De D'Hondt-methode rondt de kiesdeler naar beneden af, wat in dit geval neerkomt op 18.004 stemmen per zetel. Het aantal stemmen op elke partij wordt gedeeld door deze kiesdeler, waarbij de uitkomst naar beneden wordt afgerond. De aldus berekende aantallen zetels worden bij elkaar opgeteld. In dit voorbeeld levert dat 115 zetels op, vier minder dan de vereiste 119. Om dit tekort te corrigeren, wordt de kiesdeler bijgesteld. Met een aangepaste kiesdeler van 17.481 worden uiteindelijk alle 119 zetels verdeeld. De laatste zetel gaat naar hierbij naar Die Linke die op 6,00 uitkomt.

### Sainte-Laguë-methode
De Sainte-Laguë-methode gebruikt reguliere afronding, wat in dit geval leidt tot een kiesdeler van 18.004 stemmen per zetel. Het aantal stemmen op elke partij wordt gedeeld door deze kiesdeler en de uitkomst wordt regulier afgerond. De opgetelde zetelaantallen komen in dit voorbeeld uit op 120, één meer dan de vereiste 119. Om dit overschot te corrigeren, wordt de kiesdeler aangepast. Met een herziene kiesdeler van 18.054 worden uiteindelijk precies 119 zetels verdeeld. Hierbij komt CDU op 41 zetels omdat zij net onder de 14,50 komt.

## Delerreeksvariant
Bij de grootste-gemiddeldenmethode worden de zetels verdeeld op basis van de verhouding tussen het aantal uitgebrachte stemmen en het aantal zetels. Het totale aantal stemmen dat een partij heeft behaald, wordt gedeeld door een reeks getallen, de zogenaamde delerreeks. De meest voorkomende reeksen zijn hierbij de reeks van opeenvolgende gehele getallen bij de D'Hondt-methode (1, 2, 3, 4, enzovoort), en de reeks van opeenvolgende oneven getallen (1, 3, 5, 7, enzovoort) bij de Sainte-Laguë-methode. 

## Geschiedenis: Jefferson en Webster

### Thomas Jefferson
De eerste variant werd in 1792 ontworpen door de Amerikaans Thomas Jefferson om zetels te verdelen over de staten in het Huis van Afgevaardigden. Deze methode, die in de VS bekend staat als de Jefferson-methode, werd dus toegepast in de context van het Amerikaanse meerderheidsstelsel om kiesmannen te verdelen in het kiescollege. Deze methode is hetzelfde als de D'Hondt-methode die later in België werd ontwikkeld. 
Het gebruik van methode had substantiële gevolgen, zoals duidelijk werd bij de volkstelling van 1870, waarna het Congres besloot om de Jefferson/D'Hondt-methode te gebruiken om Republikeinse staten te bevoordelen. Hierdoor won de Republikeinse kandidaat Rutherford Hayes de Amerikaanse presidentsverkiezingen van 1876. Als het totaal aantal kiesmannen van elke staat evenrediger zou zijn verdeeld door de Webster/Sainte-Laguë-methode te gebruiken (zoals dat tussen 1842 en 1872 gebruikelijk was), dan was de Democratische kandidaat Samuel Tilden president geworden.

### Daniel Webster
De Amerikaanse politicus Daniel Webster ontwierp de Webster-methode in de vroege 19e eeuw, als een alternatief voor de destijds gebruikte methode van Jefferson. Hij was een invloedrijke staatsman en senator uit Massachusetts en stelde in 1832 voor om de methode van zetelverdeling in het Huis van Afgevaardigden te veranderen om de verdeling eerlijker te maken voor kleinere staten. De Jefferson-methode gaf namelijk een licht voordeel aan grotere staten, doordat deze methode fracties op een andere manier afrondde.
De Webster-methode is gebaseerd op een simpel principe: de stemmen (of bevolkingsaantallen) van elke staat worden gedeeld door een vaste zetelverdelingsdeler, en in tegenstelling tot de Jefferson-methode worden de fracties naar het dichtstbijzijnde gehele getal afgerond. Hierdoor kregen kleinere staten of partijen soms net een zetel extra, wat het systeem iets evenredig maakte. Deze methode werd officieel ingevoerd in 1842 en werd gebruikt tot de presidentsverkiezingen van 1876 toen werd gekozen voor de Jefferson-methode om grotere staten weer te bevoordelen.

## Geschiedenis: D'Hondt en Sainte-Laguë

### Victor D'Hondt
In 1878 werd de Jefferson-methode door de Belgische wiskundige en jurist Victor D'Hondt toegepast in België. Hij publiceerde deze methode in zijn werk "La représentation proportionnelle des partis politiques" als een manier om zetels evenredig te verdelen op basis van het aantal behaalde stemmen per partij. Het doel was om een eerlijke verdeling van zetels te garanderen in een stelsel met evenredige vertegenwoordiging.
De methode werd in eerste instantie ontworpen voor gebruik in België. Maar al snel vond de D'Hondt-methode zijn weg naar andere Europese landen. De kracht van de methode ligt in haar eenvoud en bruikbaarheid bij het toekennen van zetels op basis van het aantal stemmen per partij. De methode wordt inmiddels nog steeds gebruikt in landen met evenredige vertegenwoordiging, zoals in België, Nederland, Spanje en Israël. Hierbij krijgen grotere partijen een licht voordeel.

### André Sainte-Laguë
De Franse wiskundige André Sainte-Laguë ontwierp zijn methode aan het begint van de 20ste eeuw als reactie op systemen zoals de D'Hondt-methode, die grotere partijen relatief bevoordelen. Zijn methode is een variant van de grootste-gemiddeldenmethode, waarbij de delerreeks uit oneven getallen bestaat. Het doel van deze aanpassing was om een meer evenredige zetelverdeling te creëren in verhouding tot het aantal stemmen, door het voordeel van grotere partijen te minimaliseren. De Sainte-Laguë-methode werd voor het eerst toegepast in 1910 in Noorwegen. 
Noorwegen was een van de eerste landen die deze methode gebruikte om een meer evenredige vertegenwoordiging te bereiken. Later in de 20e eeuw werd de methode ook toegepast in andere landen zoals Zweden en is sindsdien in verschillende landen en contexten ingevoerd. De methode van Sainte-Laguë wordt bijvoorbeeld ook toegepast in Nieuw-Zeeland. Deze methode heeft zich bewezen als een effectief middel om zetels proportioneel te verdelen, met minder bevoordeling van grotere partijen dan bijvoorbeeld de D'Hondt-methode.

## Wiskundige eigenschappen
Bij gebruik binnen meervoudige kiesdistricten wordt de methode van grootste gemiddelden door wiskundigen verkozen boven de grootste-overschottenmethode, omdat deze minder vatbaar zijn voor verdelingsparadoxen. Dat wil met name zeggen dat stemmen op een partij er nooit toe kan leiden dat deze zetels verliest. Bovendien zijn ze niet gevoelig voor spoilereffecten. De methode van grootste overschotten blijf echter de meest evenredige keuze voor het bepalen van de districtsgrootte op basis van de populatie en het berekenen van verkiezingsuitslagen op nationaal niveau.